# Elliott Erwitt - Il silenzio ha un bel suono
Elliott Erwitt - Il silenzio ha un bel suono (Elliott Erwitt: Silence Sounds Good) è un film documentario del 2019 diretto da Adriana Lopez Sanfeliu.
Il film segue per alcuni giorni la vita del fotografo statunitense Elliott Erwitt.